# H2k-Gaming
H2k-Gaming (kurz für Hard 2 kill) war eine E-Sport-Organisation mit Sitz in London. Sie wurde im Jahr 2003 gegründet und trat zunächst im Spiel Counter-Strike in Erscheinung. H2k gelang 2014 in League of Legends durch Siege in europäischen Challenger Series die Qualifikation für den League of Legends Championship Series Spring Split 2015. Seit November 2015, mit dem Erscheinen von Call of Duty Black Ops 3, besitzt H2k Gaming auch ein Call of Duty Team. 2018 wurde die Organisation aufgelöst.

## League of Legends
Die im Jahr 2011 gegründete Abteilung in League of Legends trat bis 2014 nur selten in Erscheinung. Im Jahr 2014 konnte man sich erstmals in der europäischen Challenger Series durchsetzen und spielte in den nachfolgenden Jahren immer in der League of Legends Championship Series. Der bis dato größte Erfolg war die Qualifikation für die WM im Summer Split 2015 (Stand: Mai 2016). Dort scheiterte das Lineup aber schon in der Gruppenphase und beendete diese als Gruppendritter. Im Spring Split 2016 führte H2k vom dritten bis zum neunten Spieltag die League of Legends Championship Series zusammen mit G2 Esports an, bevor das Team nach einer Niederlage gegen Unicorns of Love der spanischen Organisation den Vortritt lassen musste. In der K.-o.-Phase verlor das Team sowohl gegen Origen als auch im Spiel um Platz 3 gegen Fnatic. Im Summer Split 2016 reichte H2k ein 3. Platz um sich für die WM zu qualifizieren. Die Gruppenphase konnte H2k überraschenderweise als Erster abschließen. Als letzte Hoffnung Europas erreichte H2k, nach einem 3:0-Sieg über Albus NoX Luna, das Halbfinale in dem H2k gegen Samsung Galaxy mit 0:3 ausschied. Es war vor allem das Verdienst von Konstantinos „FORG1VEN“ Tzortziou und Marcin „Jankos“ Jankowski, dass H2k eine derart erfolgreiche WM spielen konnte.

### Lineup im Spring Split 2017
| Nat.        | Name                               | Position |
| ----------- | ---------------------------------- | -------- |
| Deutschland | Lennart „Smittyj“ Warkus           | Top Lane |
| Danemark    | Lucas „Santorin“ Tao Kilmer Larsen | Jungle   |
| Niederlande | Marc Robert „Caedrel“ Lamont       | Mid Lane |
| Tschechien  | Patrik „Sheriff“ Jírů              | AD-Carry |
| Schweden    | Hampus „promisq “Abrahamsson       | Support  |

## Call of Duty
Nach der Verpflichtung des Teams 2015 konnte man sich direkt für die Call of Duty World League Nordamerika qualifizieren. Zwar schaffte man es nicht sich für das Finalturnier zu qualifizieren und musste so in die Relegation. Dort konnte man sich durchsetzen und spielt nun auch in der zweiten Saison der Call of Duty World League.

### Aktuelles Lineup
- Damod „FEARS“ Abney
- Tyree „LegaL“ Glover
- Andres „Lacefield“ Lacefield